# Сін Мін А
Сін Мін А (кор. 신민아, нар. 5 квітня 1984, Соннам, провінція Кьонгі, Республіка Корея) — південнокорейська акторка та модель. Стала відомою завдяки головним ролям у популярних серіалах «Моя дівчина — куміхо», «Аран і магістат» та «О, моя Венера».

## Біографія
Народилася 5 квітня 1984 року в місті Соннам що знаходиться неподалік від Сеула. У 1998 році стала моделлю для підліткового журналу, у наступні роки брала участь у зйомках музичних кліпів. Акторську кар'єру розпочала у 2001 році з виконання другорядної ролі у популярному серіалі «Прекрасні дні». Зростання популярності пов'язане з виконанням ролей у серіалах «Від кохання до вбивства» та  «Моя дівчина — куміхо». За виконання ролі жінки-адвоката що бореться з надлишковою вагою у серіалі «О, моя Венера» отримала численні нагороди.

## Фільмографія

### Телевізійні серіали
| Рік       | Назва                      | Роль             | Мережа |
| --------- | -------------------------- | ---------------- | ------ |
| 2001      | «Прекрасні дні»            | Лі Мін Чжі       | SBS    |
| 2003      | «Удар кулаком»             | Чан Ю Бін        | SBS    |
| 2005      | «Від кохання до вбивства»  | Ча Ин Сок        | KBS2   |
| 2007      | «Диявол»                   | Со Хе Ін         | KBS2   |
| 2010      | «Моя дівчина — куміхо»     | Куміхо           | SBS    |
| 2012      | «Аран і магістрат»         | Аран / Лі Со Рім | MBC    |
| 2015-2016 | «О, моя Венера»            | Кан Чу Ин        | KBS2   |
| 2017      | «Моє завтра з тобою»       | Сон Ма Рін       | tvN    |
| 2019      | «Голова адміністрації»     | Кан Сон Йон      | JTBC   |
| 2021      | «Ча-Ча-Ча на узбережжі»    | Юн Хьо Джін      | tvN    |
| 2022      | «Я є медсестрою і людиною» | Пак Хї Е         | SBS    |
| 2022      | «Наша блакить»             | Мін Сон А        | tvN    |

### Фільми
| Рік          | Назва                      | Роль               |
| ------------ | -------------------------- | ------------------ |
| 2001         | «Вулканічний удар»         | Ю Чеї              |
| 2003         | «Маделейн»                 | Хі Чжін            |
| 2005         | «Солодке життя»            | Хі Су              |
| 2005         | «Сумний фільм»             | Ан Су Ин           |
| 2005         | «Звір і красуня»           | Чан Хе Чжу         |
| 2007         | «Моя могутня принцеса»     | Кан Со Хві / Оксун |
| 2008         | «Вперед, вперед сімдесяті» | Мімі               |
| 2009         | «Гола кухня»               | Ан Море            |
| 2009         | «Сестри на дорозі»         | Пак Мьон Гин       |
| 2009         | «Мільйон»                  | Чо Ю Чжін          |
| 2013         | «The X»                    | Міа                |
| 2014         | «Кьонгджу»                 | Кон Юн Хї          |
| 2014         | «Моя любов, Моя наречена»  | Мі Йон             |
| 2016         | «Тиха мрія»                | Мін А (камео)      |
| 2020         | «Діва»                     | Лі Йон             |
| В очікуванні | «Наш сезон»                | Пан Чін Чжу        |

## Нагороди
| Рік  | Нагорода                                    | Категорія                                                  | Робота                                 | Результат | Прим.  |
| ---- | ------------------------------------------- | ---------------------------------------------------------- | -------------------------------------- | --------- | ------ |
| 2003 | 11-та Премія SBS драма                      | Нова зірка                                                 | «Удар кулаком»                         | Перемога  |        |
| 2006 | Премія «Dior Timeless Beauty»               | Recipient                                                  |                                        | Перемога  |        |
| 2007 | 21-ша Премія KBS драма                      | Нагорода за високу майстерність (акторки мінісеріалу)      | «Диявол»                               | Номінація |        |
| 2008 | 4-ий Університетський кінофестиваль у Кореї | Краща другорядна акторка                                   | «Вперед, вперед сімдесяті»             | Перемога  |        |
| 2008 | 6-та Премія Корейського фільму              | Краща другорядна акторка                                   | «Вперед, вперед сімдесяті»             | Номінація |        |
| 2009 | 6-та Премія «Max Movie»                     | Краща акторка                                              | «Вперед, вперед сімдесяті»             | Перемога  |        |
| 2009 | 17-та Премія «Chunsa Film Art»              | Краща акторка                                              | «Вперед, вперед сімдесяті»             | Перемога  | [ 1 ]  |
| 2009 | 2-а Премія Ікона стилю                      | Female Fashionista                                         |                                        | Перемога  | [ 2 ]  |
| 2009 | 3-тя Премія «Вибір Mnet 20's»               | Hot Fashionista                                            |                                        | Перемога  |        |
| 2010 | Премія асоціації рекламодавців              | Гарна модель                                               |                                        | Перемога  |        |
| 2010 | 3-тя Премія Ікона стилю                     | Style Icon Actress, TV category                            | «Моя дівчина дев'ятихвоста лисиця»     | Перемога  |        |
| 2010 | 18-та Премія SBS драма                      | Нагорода за високу майстерність (акторки спеціальних драм) | «Моя дівчина дев'ятихвоста лисиця»     | Перемога  | [ 3 ]  |
| 2010 | 18-та Премія SBS драма                      | Топ-10 зірок                                               | «Моя дівчина дев'ятихвоста лисиця»     | Перемога  | [ 3 ]  |
| 2010 | 18-та Премія SBS драма                      | Краща пара (разом з Лі Син Ґі)                             | «Моя дівчина дев'ятихвоста лисиця»     | Перемога  | [ 3 ]  |
| 2010 | Премія TVCF                                 | Краща модель CF                                            |                                        | Перемога  |        |
| 2011 | 1-а премія «Cosmo Beauty»                   | Ікона краси року                                           |                                        | Перемога  | [ 4 ]  |
| 2012 | Премія MBC драма                            | Нагорода за високу майстерність (акторки мінісеріалу)      | «Аран і магістрат»                     | Номінація |        |
| 2012 | Премія MBC драма                            | Краща пара (разом з Лі Чун Кі)                             | «Аран і магістрат»                     | Перемога  |        |
| 2015 | 2-а Кінопремія Дика квітка                  | Краща акторка                                              | «Кьонгджу»                             | Номінація |        |
| 2015 | 2-а Кінопремія Дика квітка                  | Special Jury Prize                                         | «Кьонгджу»                             | Перемога  | [ 5 ]  |
| 2015 | 51-ша Премія мистецтв Пексан                | Краща акторка                                              | «Кьонгджу»                             | Номінація |        |
| 2015 | 51-ша Премія мистецтв Пексан                | InStyle Fashionista Award                                  |                                        | Перемога  | [ 6 ]  |
| 2015 | 29-та Премія KBS драма                      | Нагорода за високу майстерність (акторки мінісеріалу)      | «О, моя Венера»                        | Перемога  | [ 7 ]  |
| 2015 | 29-та Премія KBS драма                      | Краща пара (разом з Со Чі Сопом)                           | «О, моя Венера»                        | Перемога  | [ 8 ]  |
| 2016 | 11-та Сеульська міжнародна премія драми     | Видатна Корейська акторка                                  | «О, моя Венера»                        | Перемога  | [ 9 ]  |
| 2022 | 8-ма Премія «Зірок МААТР»                   | Нагорода за високу майстерність (акторка мінісеріалу)      | «Ча-Ча-Ча на узбережжі» «Наша блакить» | Перемога  | [ 10 ] |
| 2022 | 8-ма Премія «Зірок МААТР»                   | Популярна зірка (акторка)                                  | «Ча-Ча-Ча на узбережжі»                | Номінація | [ 10 ] |